# Олимпиада школьников «Ломоносов»
Олимпиада школьников «Ломоносов» — ежегодная олимпиада школьников, проводимая МГУ совместно с другими вузами России. Включена в Перечень олимпиад школьников, что даёт право поступления без вступительных испытаний в вузы России.

## История
Решение о появлении олимпиады было принято на международной научной конференции молодых ученых «Ломоносов», чьей целью было вовлечение в науку подрастающего поколения. Так, олимпиада проводится с 2005 года для учеников 11-х классов. В 2006 году в олимпиаде получили возможность участвовать 9-10-классники. На данный момент в олимпиаде можно участвовать с 5 класса. 
В 2007 факультет журналистики совместно с Российской газетой и Радио России объявил творческий конкурс «Стань журналистом!», который впоследствии перешел в олимпиаду по журналистике.
В 2009 году Исторический факультет МГУ организовал 10 площадок в регионах для участия в олимпиаде, таким образом дав возможность поучаствовать школьникам из 47 регионов.
С 2009 проводится по предметам (комплексам предметов): в 2009 году — 20, в 2010 году — 21. С 2011 года проводится в два этапа: отборочный (дистанционный) и заключительный (очный).